# 九龙山站 (北京市)
九龙山站是一个位于中国北京市朝阳区双井街道与劲松街道交界广渠路、西大望路交叉口，属于北京地铁7号线和14号线的地铁换乘站。7号线部分2014年12月28日随7号线一期开通一同投入使用；14号线部分于2015年12月26日随14号线中段开通。

## 位置及名称
九龙山站位于北京市区东部，三环路同四环路之间，广渠路（东西向）和西大望路（南北向）交汇处。7号线车站呈东西走向布置，14号线车站呈南北走向布置。
九龙山原本是一座人工堆积的土丘，位置大致在今广渠路北侧的九龙花园小区后身（7号线双井至本站区间北侧），关于其来源的说法不一，其一为元代郭守敬开凿通惠河时挖出的土堆积而成，因九条山脊宛如九条卧龙而得名，其二为乾隆年间疏浚凉水河时所挖的河土堆积而成，最高的山脊上曾建有观音阁。侵华日军占领北京时曾在此修建锻造厂，日本投降后改为北平第二修械所，中华人民共和国成立后改为华北农业机械厂，后改为北京农业机械厂，1958年扩建厂房时将土山挖走，此后该厂改为北京内燃机总厂、北内集团总公司，现已成为北汽集团子公司并迁出九龙山。

## 结构
两线均为地下车站，14号线车站在上，7号线车站在下。7号线车站位于路口东侧，14号线车站跨路口布置，呈“T”型交叉。
7号线车站为地下两层车站，双柱三跨拱形结构，岛式站台设计。14号线车站为端厅岛式站台车站。两线车站均采用浅埋暗挖法施工，其中7号线车站竖井深度达35米，为北京地铁在建车站中最深的一座。

### 车站楼层
| 地面层                            | 地面                          | A－G出入口                       |
| 地下一层 14号线站厅层             | 14号线站厅                    | 客务中心、自动售票机、进出站闸机 |
| 地下二层 7号线站厅层 14号线站台层 | 7号线站厅                     | 客务中心、自动售票机、进出站闸机 |
| 地下二层 7号线站厅层 14号线站台层 | █ 14号线往张郭庄（平乐园）    |                                  |
| 地下二层 7号线站厅层 14号线站台层 | 島式月台，左側開门            |                                  |
| 地下二层 7号线站厅层 14号线站台层 | █ 14号线往善各庄（大望路）    |                                  |
| 地下三层 7号线站厅层              |                               | █ 7号线往北京西站（双井）        |
| 地下三层 7号线站厅层              | 島式月台，左側開门            |                                  |
| 地下三层 7号线站厅层              | █ 7号线往环球度假区（大郊亭） |                                  |

### 站厅
7号线九龙山站站厅整体位于广渠路与西大望路交叉口的东侧地下，南侧墙壁设有题为《山光水色》的壁画。14号线站厅分别位于路口南北两侧，北站厅设有通往站台的直梯。

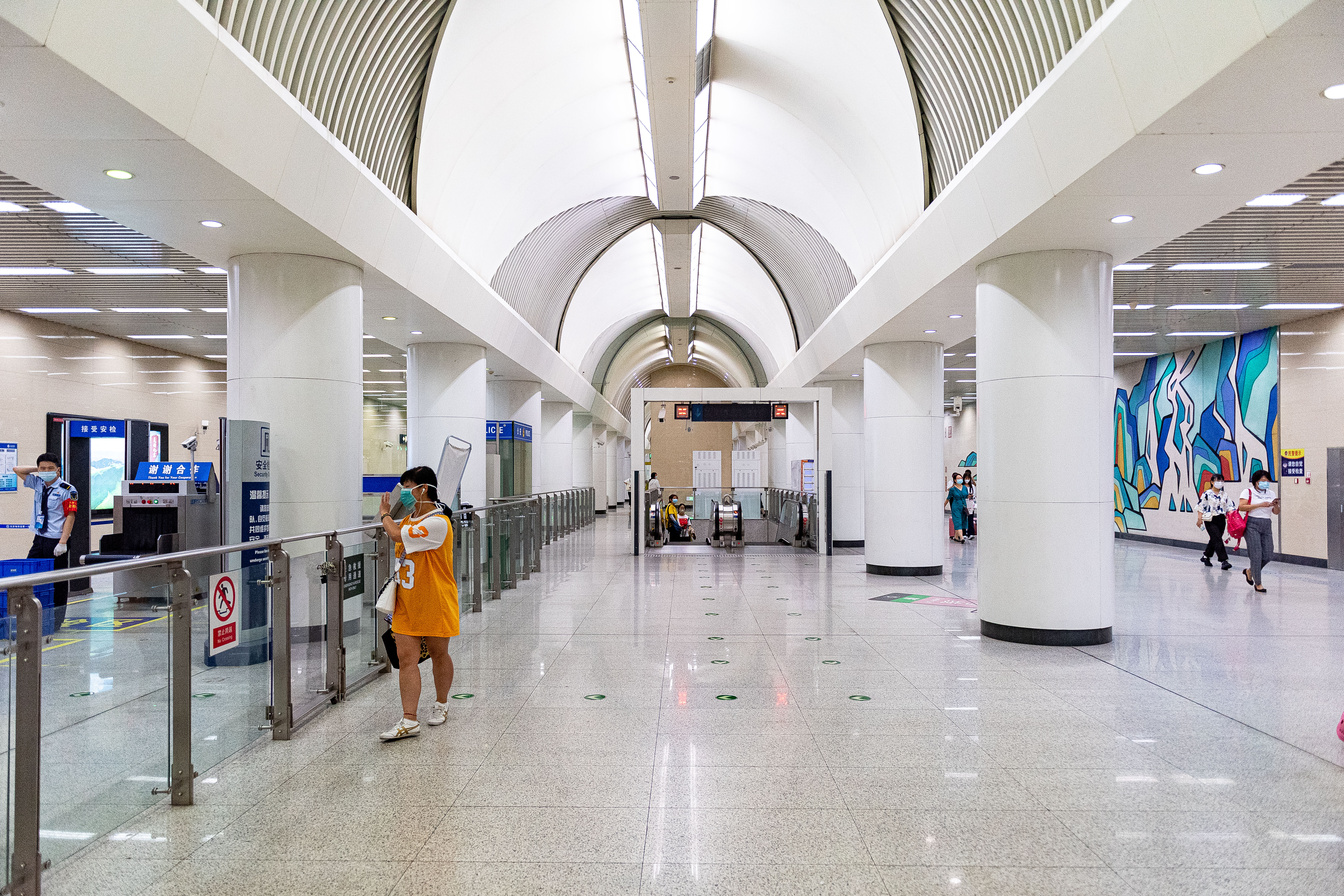
7号线站厅
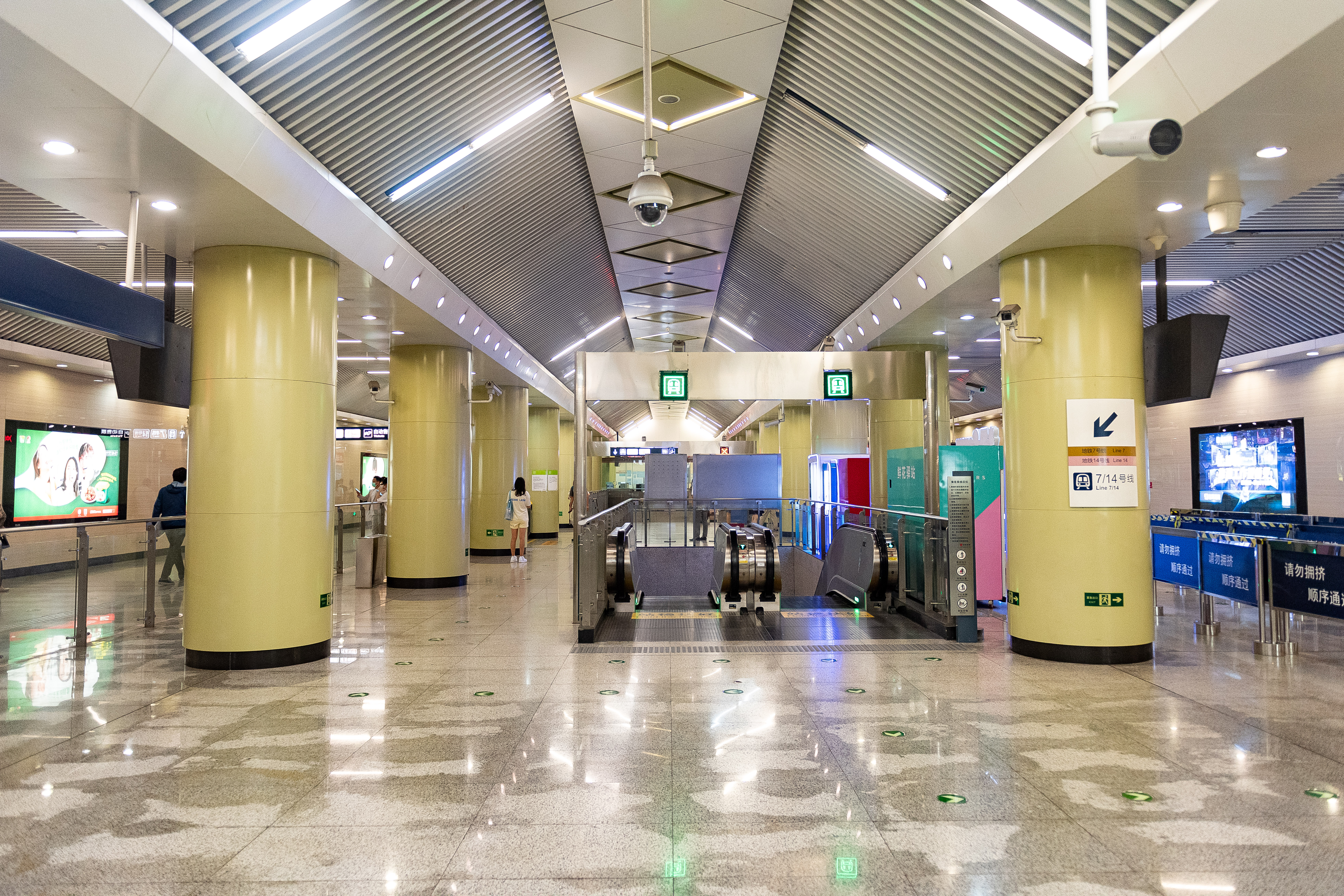
14号线北站厅
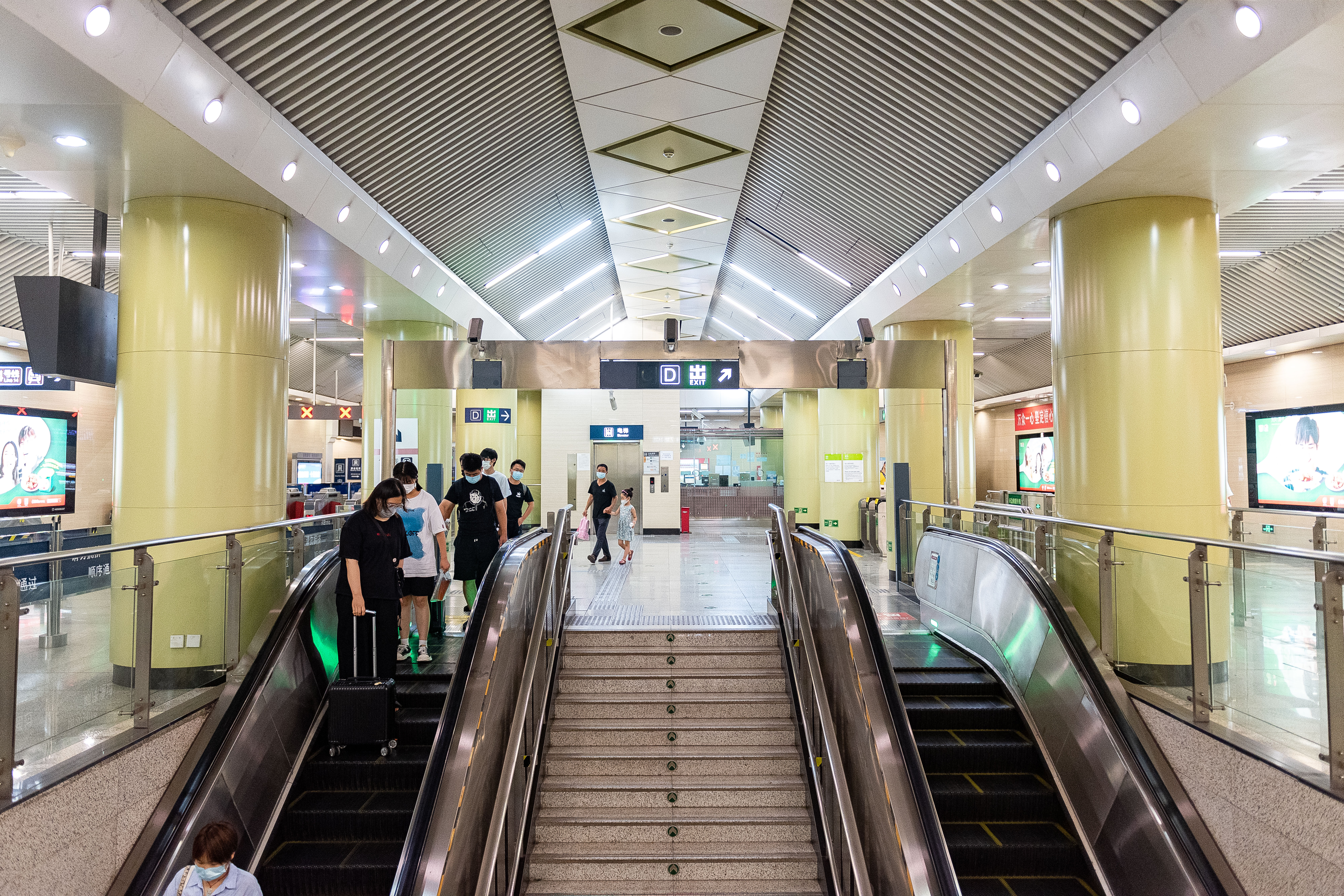
14号线南站厅

### 站台及换乘
7号线九龙山站设有1个岛式站台，位于广渠路地底。14号线九龙山站也设有1个岛式站台，位于西大望路地底。7号线月台西端设有一条渡线，14号线月台南端设有一条存车线。14号线站台中部设有通往7号线站台的楼梯，可供乘客由14号线换乘7号线；另设两条站厅间通道用于从7号线换乘14号线。

## 出入口
九龙山站现有5个出入口，其中A、B、D口与14号线站厅相连，E、G口与7号线站厅相连。B、E口均设有通往北京朝阳合生汇地下一层及地下二层的通道。
|                       |                  |                                                  |      |                      |
|                       |                  |                                                  |      |                      |
| 编号                  | 指示             | 建议前往的目的地                                 | 图片 | 无障碍设施出入口图片 |
| 连通 14号线站厅       |                  |                                                  |      |                      |
| 出口 · A              | 广渠路（北侧）   | 西大望路（西侧）、外企大厦、家乐福（北京双井店） |      | 不適用               |
| 出口 · B · 升降机标志 | 西大望路（东侧） | 北京朝阳合生汇、复地·首府、时代帝景              |      |                      |
| 出口 · D              | 广渠路（南侧）   | 西大望路（西侧）、唐人大厦、浩然大厦             |      | 不適用               |
| 连通 7号线站厅        |                  |                                                  |      |                      |
| 出口 · E              | 广渠路（北侧）   | 北京朝阳合生汇、时代帝景                         |      | 不適用               |
| 出口 · G              | 广渠路（南侧）   | 珠江帝景                                         |      | 不適用               |
| 註： 設有             |                  |                                                  |      |                      |